# Air Guinée
Pour les articles homonymes, voir Air Guinée international.
Air Guinée (code OACI : GIB) est une ancienne compagnie aérienne de Guinée.

## La défunte compagnie
Fondée en 1960, la compagnie publique proposait des vols de Conakry vers Boké,  Labé, Kankan, Kissidougou, Macenta, Nzérékoré, Sambailo, Faranah et Siguiri. Sur le plan international, la compagnie desservait Dakar, Abidjan, Freetown, Monrovia, Lagos, Brazzaville, Bamako et Kinshasa. Privatisée en 1992, la compagnie disparaît en juillet 2002. 

## La relance de la compagnie
En juin 2016, le ministre des transports Oyé Guilavogui, la relance d'Air Guinée était prévue pour avant décembre 2016. Le président souhaiterait que le vol inaugural de la compagnie ait lieu lors de la fête de l'indépendance reportée à décembre, qui se déroulera à Kankan. Le capital sera sûrement partagé entre l'État guinéen, des partenaires français et peut-être des investisseurs privés guinéens. La flotte sera composée d'avions du constructeur Airbus d'après plusieurs sources,. Toujours d'après ces sources, la flotte serait composée d'une dizaine d'avions . La compagnie RwandAir pourrait former le personnel d'Air Guinée. D'après Oyé, le partenariat avec les Turcs n'a pas fonctionné et ils se sont donc tournés vers la France (des accords ont été signés). Il y a déjà un avion sur le tarmac de l'aéroport international de Conakry-Gbessia et qui sera opérationnel au premier trimestre 2017. La compagnie sera opérationnelle en fin janvier 2017, d'après le président Alpha Condé. D'après un membre de l'opposition le partenaire serait  Regourd aviation (qui transporte déjà l'équipage d'Air France de Bamako à Conakry).Oye, lors de sa visite à  Labé a annoncé la relance pour le 27 février, toujours d'après lui la compagnie aura au début une flotte de 3 avions. Le nom de la compagnie est Guinea Airlines.

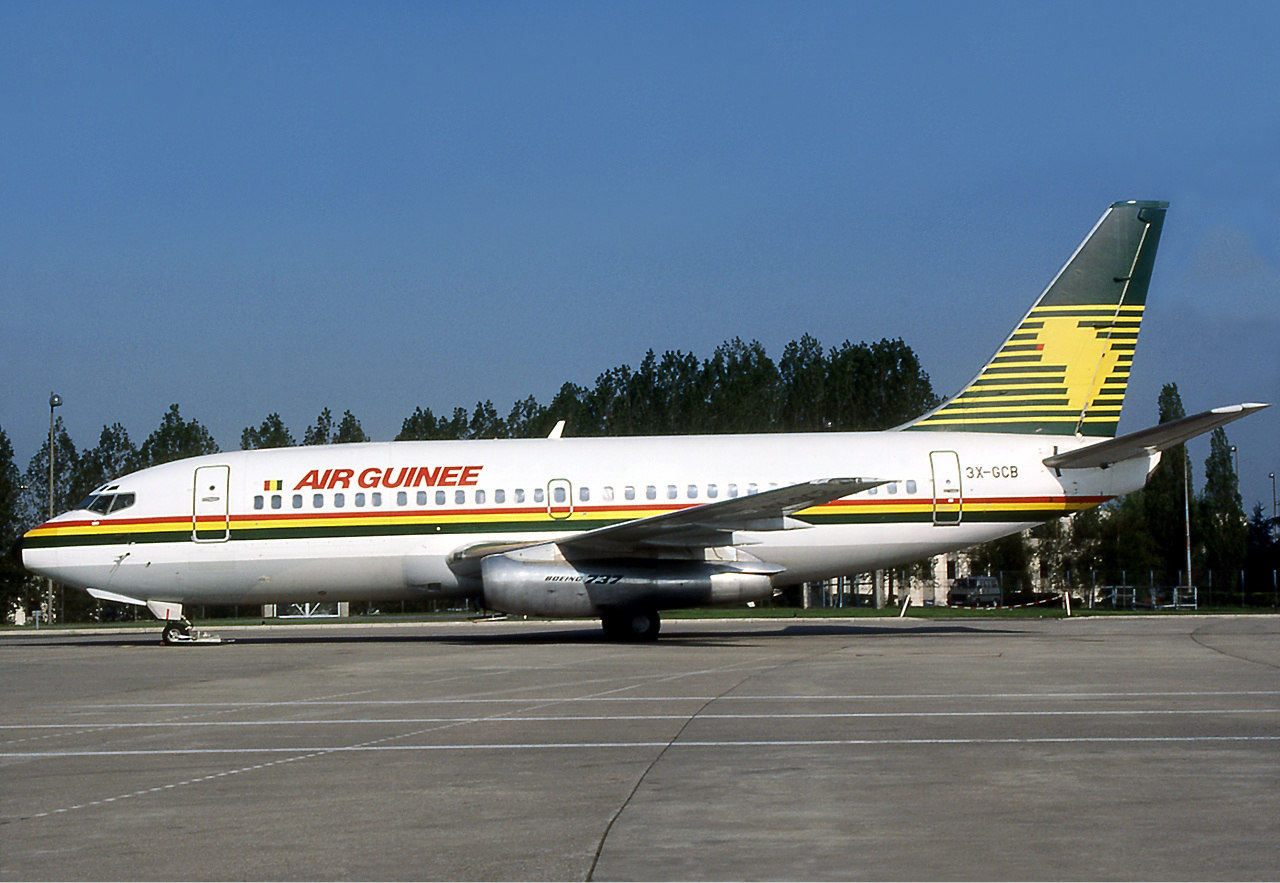
Boeing 737 d'Air Guinée en 1987